# Напівлінза
Напівлінза (рос. полулинза; англ. half-lens; нім. Halblinse f) – у нафтовій геології - ділянка нафтового пласта, що відкрита для підтримування пластового тиску тільки з одного боку.